# Kenau Simonsdochter Hasselaer

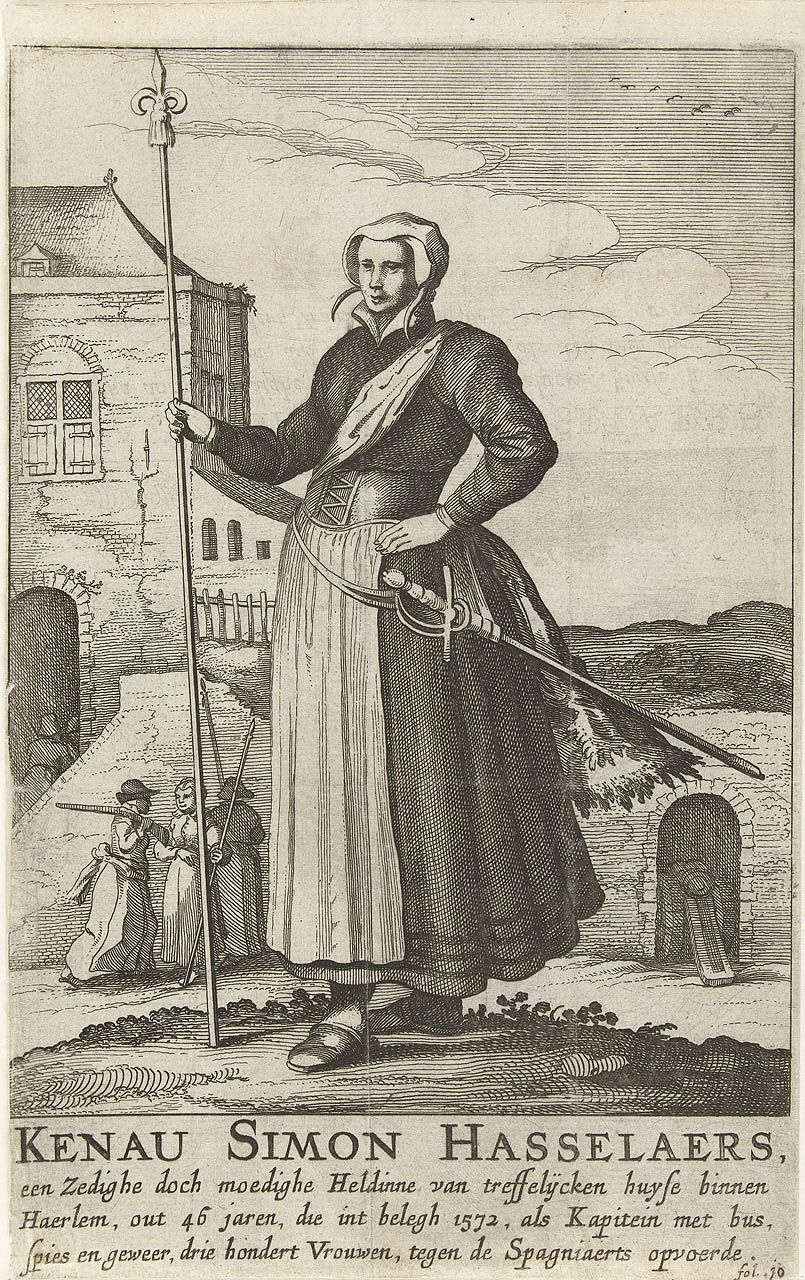
Kenau Simonsdochter Hasselaer jako obrońca Haarlemu, autor nieznany, ok. 1573 roku

Kenau Simonsdochter Hasselaer (ur. 1526 w Haarlemie, zm. 1588) – holenderska przedsiębiorczyni, prowadząca stocznię i handlująca drewnem i zbożem, legendarna bohaterka obrony Haarlemu podczas oblężenia miasta przez Hiszpanów w latach 1572–1573.

## Życiorys
Kenau Simonsdochter Hasselaer urodziła się w 1526 roku w Haarlemie jako druga córka w wielodzietnej rodzinie browarnika Simona Gerritszoona Gerritsa i jego żony Guerte Koen Hasselaer . W 1544 roku wyszła za mąż za Nanninga Gerbrantszoona Bortsa, którego ojciec był właścicielem stoczni . Para miała trzy córki i jednego syna – Geertruid lub Guerte (1545), Margriet lub Griete (1548), Lubbrich (1552) i Gerbranta (1555) .
Po śmierci męża w 1562 roku przejęła prowadzenie firmy stoczniowej . Stocznia dobrze prosperowała – w latach 1562–1571 zamówiono w niej 16 statków dla żeglugi śródlądowej . Kenau zaangażowana była również w handel drewnem z Norwegii oraz w handel zbożem w rejonie Morza Bałtyckiego . Sama siebie określała mianem „budowniczego statków”, a nie jak wówczas było przyjęte „wdową po budowniczym statków” . W przypadku konfliktów handlowych często dochodziła swoich praw przed sądami i sądem najwyższym (Hof van Holland) , osobiście reprezentując swoje przedsiębiorstwo .
Podczas oblężenia Haarlemu przez Hiszpanów w latach 1572–1573, Kenau miała być walecznym żołnierzem, prowadząc 300 kobiet na mury miasta, by je bronić , co nie jest jednak potwierdzone w źródłach . W obiegu pojawiły się przedstawienia Kenau jako kapitana obrony miasta, nierzadko ukazanej z odciętą głową hiszpańskiego żołnierza .
Jej działalność podczas oblężenia jest jednak słabo udokumentowana . W broszurze Arceriusa wydanej w 1573 roku znalazł się fragment opisujący Kenau jako waleczną kobietę nawołującą do walki z najeźdźcą . Podobnie o Kenau pisał w 1599 roku flamandzki historyk Emanuel van Meteren (1535–1612) . Wiadomo również, że w 1573 roku Kenau skredytowała i dostarczyła miastu drewna do budowy umocnień, a miasto miało spłacić dług po wyzwoleniu  . Miasto długu jednak nie spłacało i Kenau walczyła o spłatę jeszcze w 1585 roku .
Po zakończeniu oblężenia Kenau najprawdopodobniej udała się z siostrą Adrianą i jej mężem, medykiem Hadrianusem Juniusem (1511–1575) do Delftu, gdzie Junius pomagał choremu Wilhelmowi I Orańskiemu (1533–1584) . Następnie Junius wraz z rodziną osiadł w Middelburgu w Zelandii i z tego okresu pochodzą również wzmianki o pobycie Kenau w Zelandii .
W 1574 roku Kenau została „mistrzem wagi i kolekcjonerem torfu” (hol. waagmeester en collecteur van de impost op turf) w Arnemuiden . Przez długi czas uważano, że stanowisko to zostało jej przyznane w uznaniu zasług podczas oblężenia Haarlemu . Jednak w XIX w. zaczęto to kwestionować, ponieważ w oficjalnej decyzji o nominacji znajduje się zapis, że decyzję podjęto na wniosek samej Kenau . Kenau miała mieć poparcie Juniusa, a nawet księcia Oranii . W 1575 roku została skazana na grzywnę za zrzeczenie się służby cywilnej .
Pod koniec lat 70. XVI w. wróciła do Haarlemu, gdzie zakupiła nowy statek do transportu drewna z Norwegii . W 1588 roku, kiedy kapitan jej statku nie wrócił z wyprawy, Kenau osobiście udała się do Norwegii i zaginęła . Jej statek odnalazł się później we Flensburgu, znanym z handlu opuszczonymi lub zrabowanymi jednostkami . Kenau zginęła najprawdopodobniej z rąk piratów  . Według innej teorii Kenau mogła wykorzystać sytuację i uciec przed wierzycielami, rozpoczynając nowe życie gdzie indziej .

## Upamiętnienie
Na przestrzeni lat powstały sztuki, wiersze i powieści poświęcone Kenau, którą przedstawiano jako cnotliwą kobietę, dobrą matkę i miłośniczkę wolności . Poeta Hendrik Tollens (1780–1856) napisał w 1814 roku hymn na jej cześć – Kenau Hasselaer . W 1854 roku przemysłowiec Thomas Wilson podarował miastu obraz pędzla Johannesa Hinderikusa Egenbergera (1822–1897) i Barenda Wijnvelda (1820–1902) przedstawiający Kenau i jej towarzyszki na murach miasta, który zawisł w ratuszu . Jednak po pojawieniu się wątpliwości co do roli Kenau, obraz usunięto . Porzucono wówczas również plany budowy pomnika Kenau .
W 1956 roku historyk Gerda Kurtz opublikowała biografię Kenu Symonsdochter van Haerlem, w której dokonała demitologizacji Kenau z uwagi na brak źródeł .
W 1973 roku stanął pierwszy pomnik Kenau autorstwa Theo Muldera (1928–2017) w porcie Haarlemu Amsterdamse Poort . W 2011 roku gmina zakupiła dwa trzymetrowe, brązowe posągi: Ripperdy i Kenau, co spotkało się z krytyką mieszkańców .
W 2014 roku powstał film Kenau w reżyserii Maartena Treurnieta z Monic Hendrickx w roli głównej .